# Pristimantis w-nigrum
Pristimantis w-nigrum är en groddjursart som först beskrevs av Oskar Boettger 1892.  Pristimantis w-nigrum ingår i släktet Pristimantis och familjen Strabomantidae. IUCN kategoriserar arten globalt som livskraftig. Inga underarter finns listade i Catalogue of Life.